# Patinatius connectens
Patinatius connectens är en mångfotingart som beskrevs av Carl Graf Attems 1935. Patinatius connectens ingår i släktet Patinatius och familjen Odontopygidae. Inga underarter finns listade i Catalogue of Life.